# Úrasztala

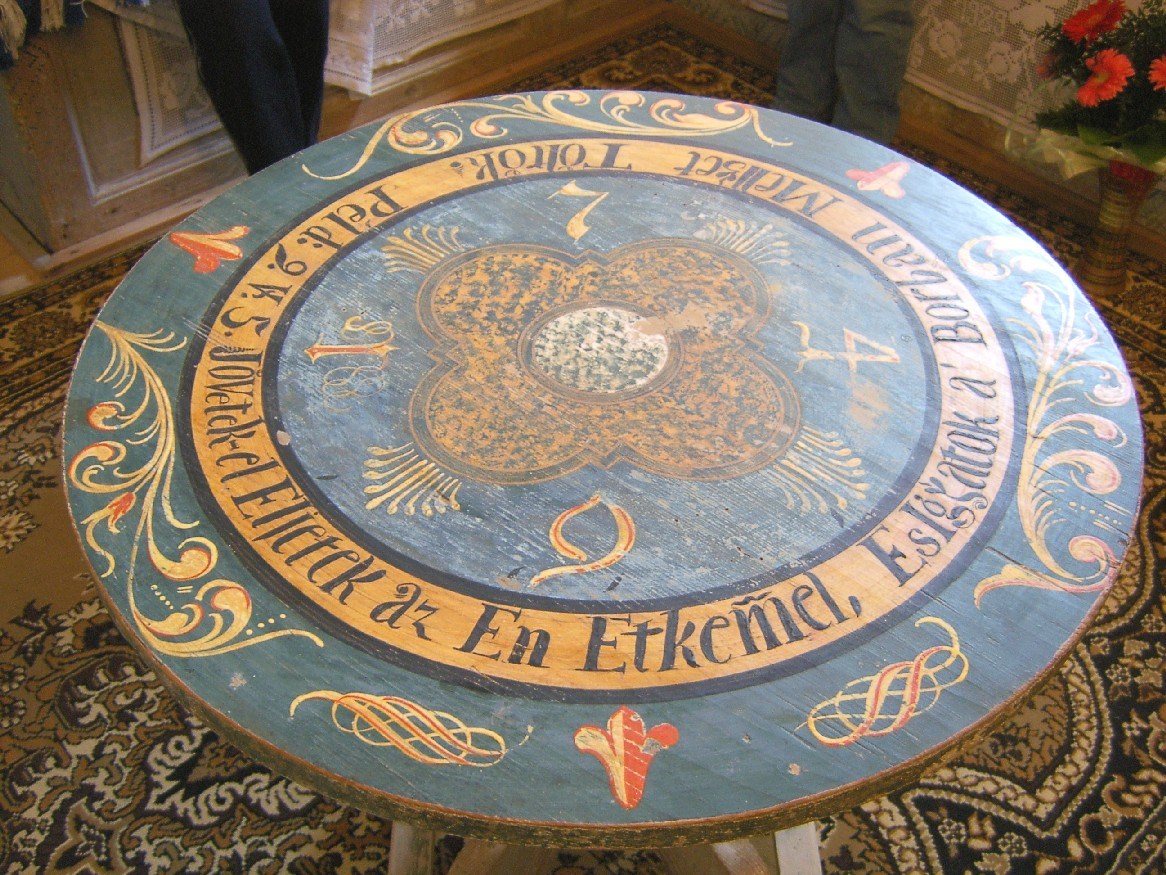
A kalotadámosi református templom úrasztala

Az úrasztala egy többnyire négyszögletes vagy kerek asztal a református és unitárius templomokban – a katolikus templomokban megszokott oltár református megfelelője. Általában az épület közepén, a szószékkel szemben vagy annak közelében állítják fel. A főbb ünnepeken a lelkész az asztalra helyezett kenyérből és borból szolgáltatja ki a híveknek az úrvacsorát, miként a református egyház másik szentségét, a keresztséget is az úrasztala mellett szolgáltatja ki.